# Oplenový vůz

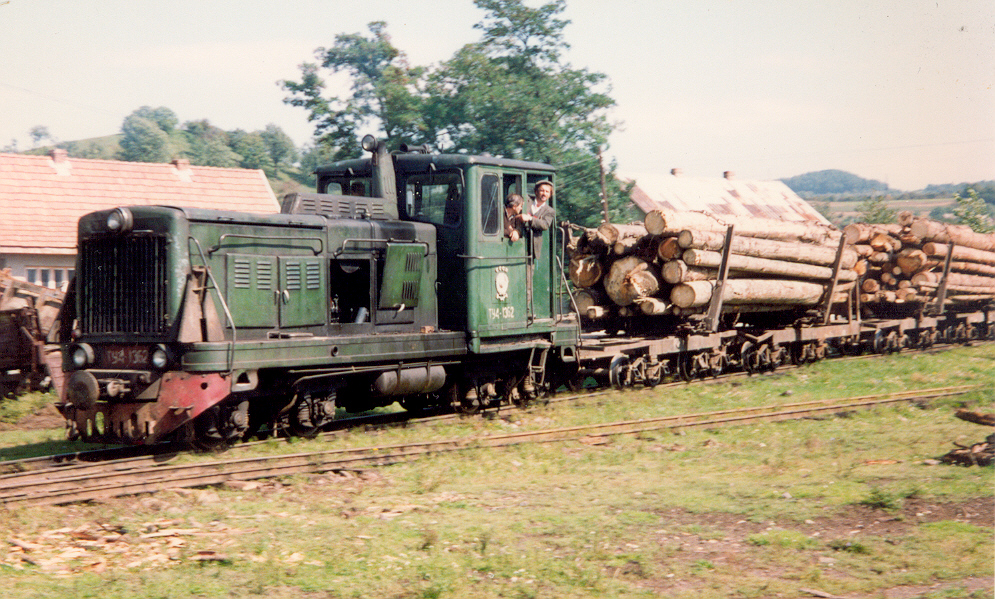
Vlak se dřevem na velkých čtyřnápravových oplenových vozech na trati Teresva - Usť Čorná

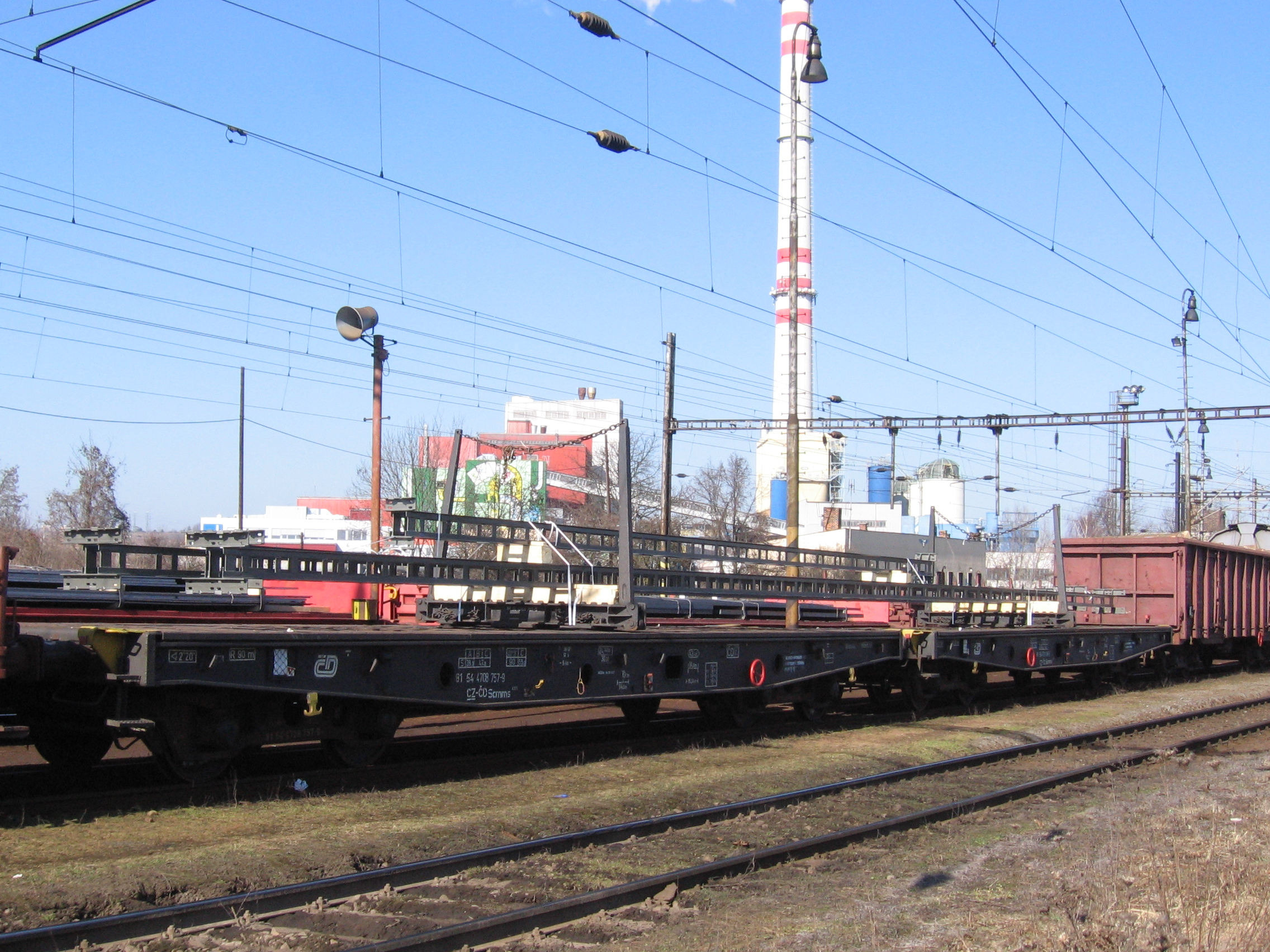
Dvojice oplenových vozů naložená nosníky bran trakčního vedení

Oplenový vůz je speciální druh nákladního železničního vozu, určený k přepravě dlouhých samonosných zásilek, jejichž délka přesahuje délku vozu (stavebních prefabrikátů, ocelových konstrukcí apod.). Konstrukčně se podobá plošinovému vozu, uprostřed je upevněn otočný oplen.
Břemeno se ukládá do oplenů dvou sousedních vozů. Nestačí-li délka dvou vozů, doplní se mezi ně (případně pod převislé konce břemene) další plošinový vůz (vozy). Vozy se v současnosti na normálněrozchodné železnici spojují obvyklým způsobem, svými spřáhly. V jednom oplenu je proto břemeno uloženo pevně a v druhém musí být uloženo s umožněním podélného posuvu. Spojování vozů pouze břemenem nebo spojení jejich spřáhel mezikusem patří do minulosti.
Na lesních úzkokolejkách se k přepravě dřevěné kulatiny používaly především oplenové vozy a tvořily početně největší část vozového parku; zde se spojování přepravovaným dřevem využívalo.

## Technologie přepravy dřeva na lesní železnici
Oplenový vůz je zde vlastně jen samostatný dvou- nebo vícenápravový podvozek, opatřený na obou koncích spřáhly a na vrchu otočným oplenem. Některé oplenové vozy byly vybaveny ruční brzdou.
Prázdné oplenové vozy byly při přepravě spojeny spřáhly. Při přepravě dřeva se vždy dvojice oplenových vozů rozpojila a po naložení byla spojena naloženým dřevem.
Přeprava naložených vlaků s oplenovými vozy vyžadovala od brzdařů velmi opatrnou manipulaci a byla nebezpečná. Ložené dřevo bylo schopno udržet vlak pohromadě jen do určitých sil. Vlak byl přes velké spády horských tratí minimálně brzděn (byla brzděna maximálně polovina podvozků a brzdař obvykle obsluhoval kliky brzd dvou za sebou jedoucích vozů). Podle pamětníků byli brzdaři v nebezpečných místech stále připraveni v případě nebezpečí seskočit z vlaku.